# Lophophorus
Pour les articles homonymes, voir Lophophore.
Genre
Le genre Lophophorus (ou Lophophores) regroupe plusieurs espèces d'oiseaux de la famille des Phasianidés.

## Liste d'espèces
D'après la classification de référence (version 2.2, 2009) du Congrès ornithologique international (ordre phylogénique) :
- Lophophorus impejanus – Lophophore resplendissant
- Lophophorus sclateri – Lophophore de Sclater
- Lophophorus lhuysii – Lophophore de Lhuys

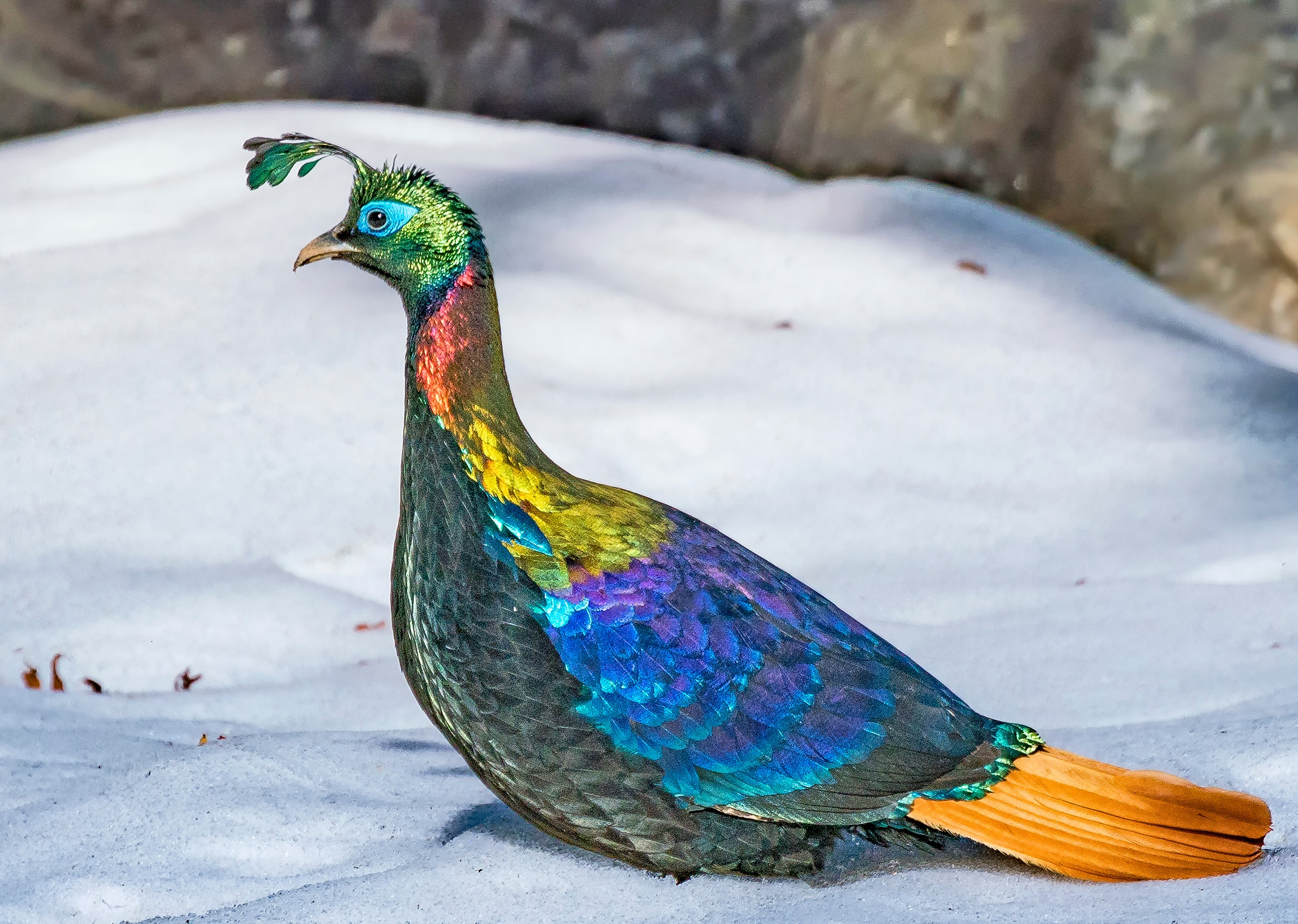
Lophophorus impejanus
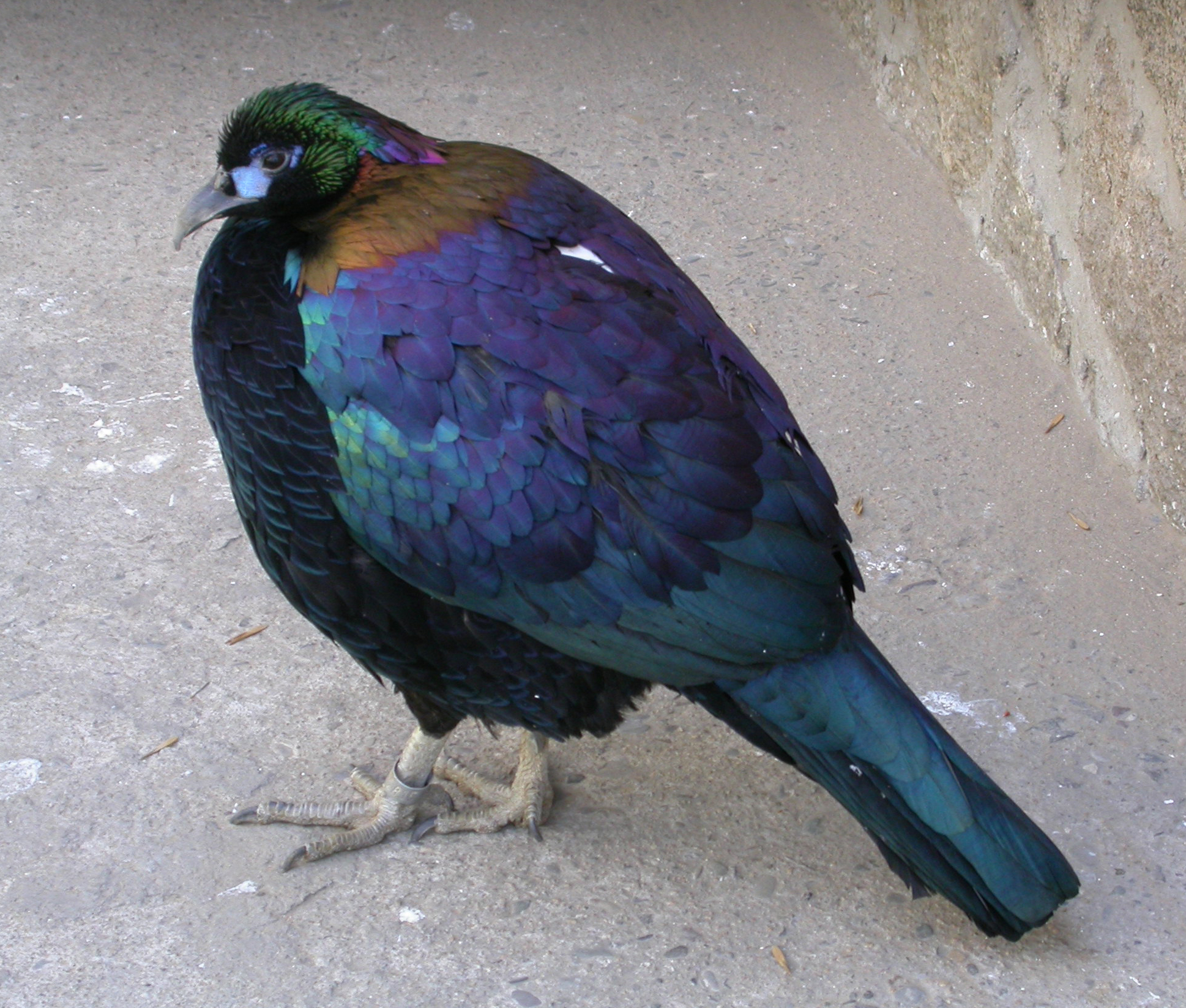
Lophophorus lhuysii
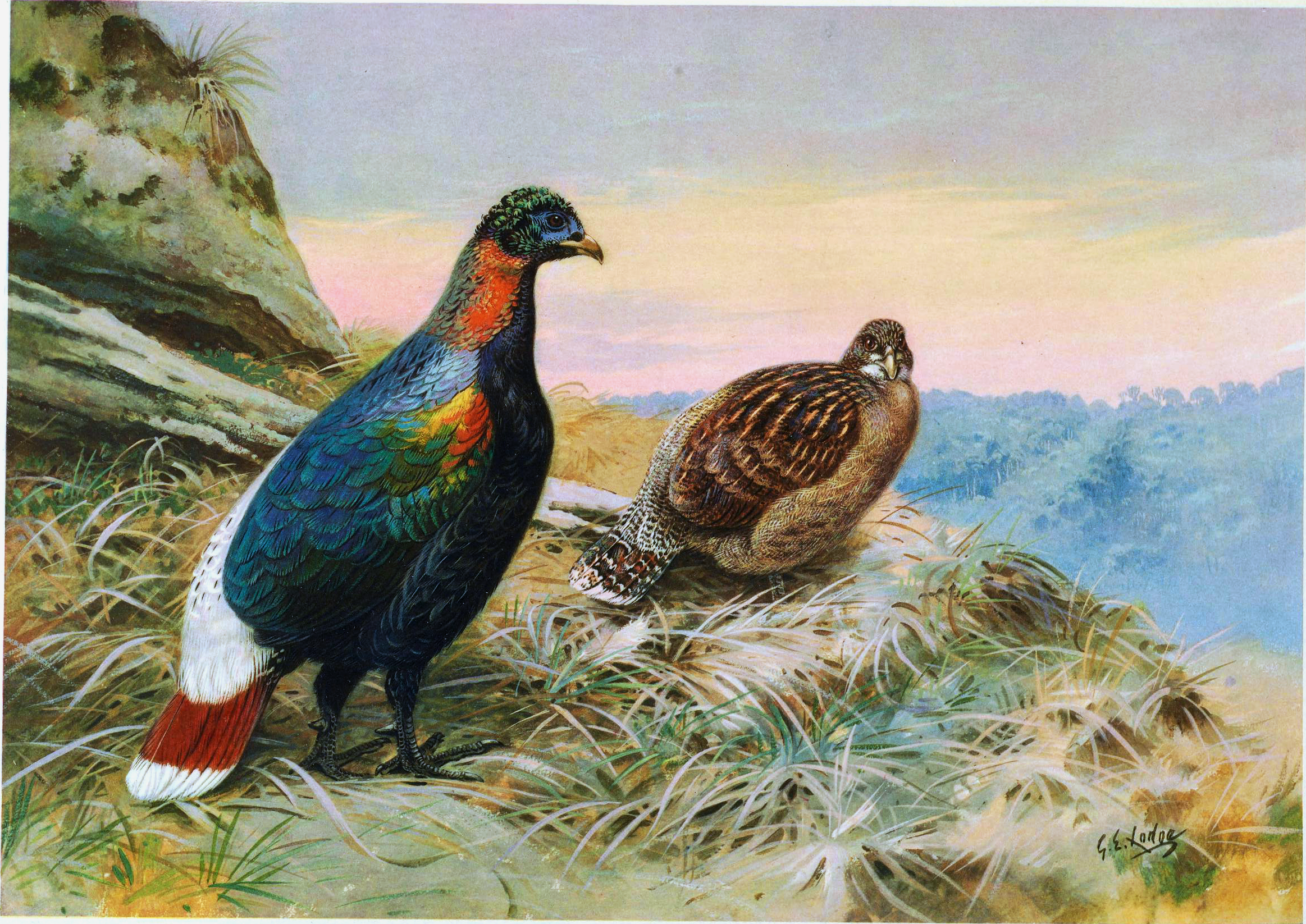
Lophophorus sclateri

Lophophorus impejanus vit entre 2 500 et 4 000 mètres d'altitude, de l'est de l'Afghanistan au Bhoutan. C'est l'emblème du Népal. Il est chassé pour sa viande et sa crête.